# ハウラー
ハウラー（ベンガル語: হাওড়া, IPA: [ˈɦao̯ɽa]; ヒンディー語: हावड़ा; 英語: Howrah /ˈhaʊrə/）は、インドの西ベンガル州の都市。人口約148万人（2023年）。ハオラ (Haora) とも表記される。
州都コルカタの西側に隣接し、都市圏の一部となっている。境界を流れるフグリー川はガンジス川の支流で、インド最大級の河川港が展開する

## 交通
ハウラー駅は、フグリー川に直結する位置にあり、対岸のコルカタとはフェリーで連絡している。近くにあるハウラー橋を渡りコルカタ市街へ入ることもできるが、朝夕は慢性的な渋滞が発生している。
ハウラー駅は頭端式のターミナル駅でインドで五指に数えられる大駅である。コルカタ・ラージダーニー急行など、インド東部の鉄道の起点となっており、事実上コルカタの中央駅として機能している。

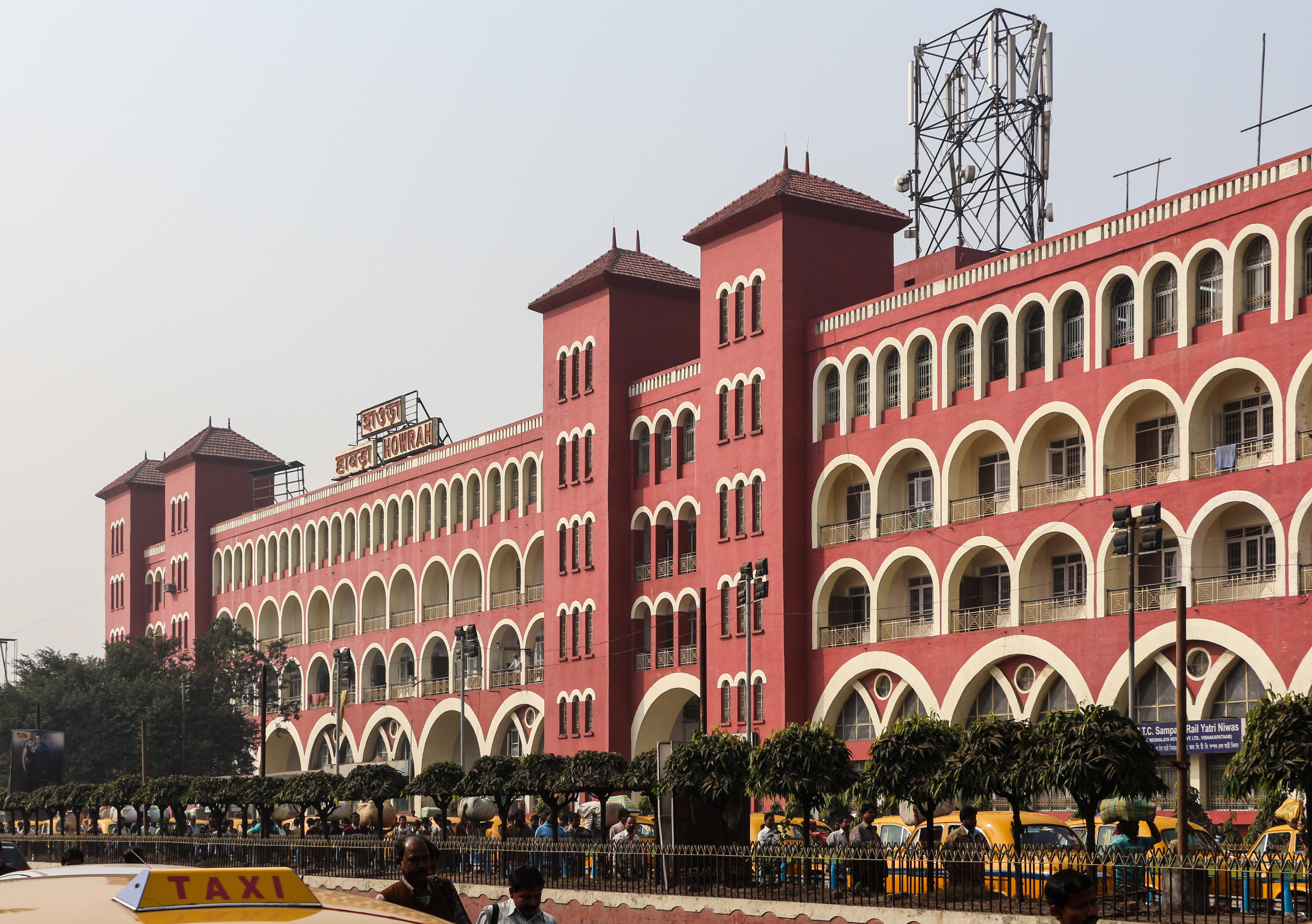
ハウラー駅

## 人物
- スサヴァン・ソヌ・ロイ -- 俳優